# Jan Szymkajło
Jan Szymkajło (ur. 1793 w Wilnie, zm. 3 czerwca 1840 w Koninie) – polski aktor i dyrektor teatrów prowincjonalnych.

## Kariera aktorska
Występował w teatrze wileńskim w latach 1815–1820. Jego debiut odbył się prawdopodobnie kilka lat wcześniej w Wilnie lub w Krakowie. W 1820 przeniósł się do Krakowa i występował tam do 1837. Wystąpił m.in. w rolach: Arcyksięcia (Żydówka, czyli Trzewik aksamitny), Króla Wacława (Hinko, młodszy syn burmistrza Norymbergii), Zeltnera (Kościuszko nad Sekwaną), Oskara (Trzydzieści lat, czyli Życie szulera) i Majora (Damy i huzary).

## Zarządzanie zespołami teatralnymi
Pracując jako aktor w stałych teatrach, sprawował także dodatkowe funkcje. W latach 1816–1820 pełnił nadzór techniczny nad teatrem w Wilnie. W sez. 1826/1827 pełnił funkcję kierownika teatru w Krakowie. Uczestnicząc w letnich występach teatru krakowskiego na prowincji, sam organizował przedstawienia. W 1829 przejął zespół aktorów krakowskich (zorganizowany początkowo przez Kazimierza Skibińskiego) i dawał z nim przedstawienia w Płocku, Kaliszu i Włocławku. Po ostatecznym odejściu z teatru krakowskiego (1837) prowadził własny zespół z którym występował samodzielnie m.in. w Płocku Ciechocinku. Okresowo zawierał współpracę z Kajetanem Nowińskim.

## Życie prywatne
Od 1817 był wolnomularzem: początkowo w Loży Gorliwy Litwin (I stopień), a następnie Doskonała Jedność (II stopień). Poślubił Józefę z Kłossowskich. Ich syn Józef Szymkajło również był aktorem teatralnym.